# Богови и чудовишта (филм)
Богови и чудовишта је филмска драма из 1998. који је написао и режирао Бил Кондон, на основу романа Кристофера Брема из 1995. Отац Франкенштајна. У филму играју Ијан Макелен, Брендан Фрејзер, Лин Редгрејв, Лолита Давидович и Дејвид Дјукс. Радња филма је делимично фикционализован приказ последњих дана живота филмског редитеља Џејмса Вејла (Макелен), познатог по режији Франкенштајна (1931) и Франкенштајнове невесте (1935). Ветеран Првог светског рата, остарели Вејл развија компликован однос са својим баштованом, Клејтоном Буном (Фрејзер), измишљеним ликом којег је Брам првобитно створио за изворни роман.
Филм је направљен као међународнакопродукција између Уједињеног Краљевства и Сједињених Америчких Држава. Богови и чудовишта продуцирали су Пол Колихман, Грег Фајенберг и Марк Р. Харис; Клајв Баркер је био извршни продуцент. Поред реконструкције продукције Франкенштајнове невесте, наслов филма је изведен из сцене из Франкенштајнове невесте, у којој лик др Преторијус наздравља др Франкенштајну и каже: У нови свет богова и чудовишта!
Богови и чудовишта је био номинован за три Оскара, укључујући Оскара за најбољег глумца (Макелен) и најбољу споредну глумицу за Редгрејва, а освојио је Оскара за најбољи адаптирани сценарио. Упркос позитивним критикама, филм је био неуспешан на благајнама. Касније је адаптирана као истоимена представа која је премијерно изведена у Лондону у Сауварк Плејхаус у фебруару 2015.

## Заплет
Педесетих година ХХ века Џејмс Вејл, режисер Франкенштајна и Франкенштајнова невеста, отишао је у пензију. Вејл живи са својом дугогодишњом кућном помоћницом, Ханом, која се лојално брине о њему, али не одобрава његову хомосексуалност. Претрпео је низ можданих удара који су га оставили крхким и измучен успоменама на: одрастање као сиромашни изопштеник, трагично учешће у Првом светском рату и снимање филма Франкенштајнова невеста. Вејл клизи у своју прошлост и препушта се својим фантазијама, присећајући се геј журки на базену и сексуално задиркујући посрамљеног, звезданог обожаватеља. Бори се са депресијом, а понекад размишља и о самоубиству, док схвата да му живот, његова привлачност и здравље измичу.
Вејл се спријатељује са својим младим, згодним баштованом Клејтоном Буном, и њих двоје започињу понекад непријатно пријатељство док Бун позира за Вејлове скечеве. Двојица мушкараца се зближавају док разговарају о својим животима и ношењем са проблемом Вејлове дезоријентације и слабости од удараца. Бун, импресиониран Вејловом славом, гледа Невесту од Франкенштајна на телевизији док се његови пријатељи ругају филму, његовом пријатељству са Вејлом и његовим намерама.
Бун уверава Вејла да је стрејт и добија уверавање од њега да није заинтересован за ту врсту односа, али Бун одјури када Вејл графички говори о својој сексуалној историји. Бун се касније враћа са договором да се такве расправе у „свлачионици“ више не дешавају. Бун је позван да испрати Вејла на забаву коју организује Џорџ Кјукор за принцезу Маргарет . Тамо је договорено фотографисање Вејла са његовим чудовиштима: Борисом Карлофом и Елсом Ланчестер из древне филмске славе. Овај догађај погоршава Вејлову депресију. Изненадна олуја му постаје изговор за одлазак.
У Вејловој кући, Клејтону је потребна сува одећа. Вејл успева да нађе само џемпер, па Клејтон носи пешкир омотан око струка. Вејл одлучује да још једном покуша да скицира Клејтона. После неколико минута, показује своје скице Клејтону, откривајући да је изгубио способност цртања. Након што Клејтон испусти пешкир да би позирао гол, Вејл га тера да носи гас маску из Првог светског рата, а затим користи прилику да направи сексуални напад на Клејтона, љубећи га у раме и врат, и снажно посегне за његовим гениталијама. Побеснели Клејтон се туче са Вејлом, који признаје да је то био његов план и моли Клејтона да га убије како би га ослободио патње. Клејтон одбија, ставља Вејла у кревет. Следећег јутра, Хана је узнемирена када не може да пронађе Вејла, због чега Клејтон и Хане почињу потрагу за њим. Клејтон проналази Вејла како плута мртав у базену док избезумљена Хана истрчава, држећи поруку о самоубиству. Клејтон и Хана се слаажу да порука нестане како би се избегао скандал.
Деценију касније, Клејтон и његов син Мајкл гледају Франкенштајнову невесту на телевизији. Мајкл је скептичан према очевој тврдњи да је познавао Вејла, али Клејтон му показује скицу Франкенштајн чудовишта које је нацртао Вејл на којој је видљив потпис: "Клејтону. Пријатељу?". Клејтон касније хода улицом ноћу по киши, опонашајући кретање Франкенштајновог чудовишта.

## Пријем
Филм је задобио позитивне критике критичара, а Мекеленове, Фрејзерове и Редгрејвове представе су посебно похваљене. Time Out је за флм навео: није компликован филм, али топао и паметан.
Филм има оцену 96% (од 100%) на Rotten Tomatoes-у, на основу 67 рецензија, са просечном оценом 8,4/10. Критички консензус сајта гласи: Богови и чудовишта су очаравајуће, збуњујуће дело полу-фикције, са добрим перформансама; Макелен предњачи, али Редгрејв и Фрејзер не заостају много за њима. На Metacritic-у филм има оцену 74 од 100, на основу критика 32 критичара, што указује на „генерално повољне критике“.

## Инспирација у стварном животу
Џејмс Вејл је ангажовао неколико мушкараца (и жена) да му позирају голи, а неки од њих су приказани у снимању краткометражног филма. Неколико његових слика купио је колекционар и позајмио студију за снимање овог филма.
Вејл је пред крај живота патио од последица можданих удара, што је утицало на његове менталне способности, а пронађен је мртав у свом базену. Било је гласина да се ради о убиству, али докази су указивали само на самоубиство.
У документарцу који се налази на ДВД-у и у интервјуима, романописац Кристофер Брам објашњава да је лик Клејтона Буна потпуно измишљен.